# Aeroportul Río Mayo
Aeroportul Río Mayo (IATA: ROY, ICAO: SAWM) este un aeroport din Provincia Chubut, Argentina ce deservește zona Río Mayo⁠(d). A fost numit după zona deservită.
Situat la o altitudine de 546 m, aeroportul dispune de o singură pistă.